# 史塔克頓國王
史塔克頓國王（英語：Stockton Kings），是一支位於史塔克頓的NBA G聯盟籃球隊。2008-09賽季在內華達州雷諾以雷諾大角羊開始比賽。2018年搬到加州史塔克頓並更名為史塔克頓國王。

## 歷史

### 雷諾大角羊
於2008-09賽季開始在雷諾活動中心的主場比賽。他們的名字是內華達州的州動物沙漠大角羊。大角羊主要隸屬於沙加緬度國王，國王自2008年成立以來就一直與該隊合作。大角羊還與紐約尼克（2008–2009）、奧蘭多魔術（2009–2010）、金州勇士（2010–2011）、亞特蘭大老鷹（2011–2012）、曼菲斯灰熊（2011–2013）和猶他爵士（2012–2013）有從屬關係。

### 史塔克頓國王
2018年4月9日，沙加緬度國王隊透露他們計劃將球隊遷至加利福尼亞州史塔克頓，以在史塔克頓體育館比賽，等待聯盟的批准。4月17日，體育館使用的租約獲得批准，新的球隊名稱被透露為史塔克頓國王。